# Ciclova Română
Ciclova Română là một xã thuộc hạt Caraș-Severin, România. Dân số thời điểm năm 2002 là 1821 người.